# Enrique Barza
Enrique Barza Lecaros (født 27. juli 1956 i Talara, Peru) er en peruviansk fægter der deltog i fægtning under Sommer-OL 1968 og 1972.